# 丹尼爾·那森斯
丹尼爾·那森斯（Daniel Nathans，1928年10月30日—1999年11月16日）是一位美國分子生物學家。出生於美國德拉瓦州威爾明頓，其父母為俄羅斯猶太移民。
那森斯於1954年獲得聖路易斯華盛頓大學的醫學博士學位。由於1970年代在約翰·霍普金斯大學發現限制酶並發展一些分子生物學研究，而與漢彌爾頓·史密斯（Hamilton Smith）及沃納·亞伯（Werner Arber）共同獲得諾貝爾生理學或醫學獎。納森斯曾於1995至1996年期間，擔任約翰·霍普金斯大學校長。

## 外部連結
- 自傳（页面存档备份，存于）